# ドリーム・ホーム
『ドリーム・ホーム』（原題：維多利亜壹號、英題：Dream Home）は、2010年の香港映画。パン・ホーチョン監督。ジョシー・ホー主演。
日本では、2011年2月のゆうばり国際ファンタスティック映画祭、3月の大阪アジアン映画祭で上映の後、5月28日に劇場公開。パン・ホーチョンの監督作品としては初の全国ロードショー公開作となる 。
2013年、監督の最新作を含めて特集された「パン・ホーチョン、やっぱりお前は誰だ！？」において東京で再上映された。

## ストーリー
銀行員チェンは、少女時代に貧しい暮らしをしたため、超高級マンション“ビクトリアNo.1”に住むことを夢見ていた。
あるとき、父がアスベストによって肺を患い、手術には大金が必要だったが、彼女は“ビクトリアNo.1”に住むために貯めてきた金に手を付けたくなかった。それでも、彼女の想いを無視するかのごとく、マンションの物価はどんどん上がっていった。
彼女は、保険金のために父を殺害した。そして、ビクトリアNo.1に足を運んだ。

## 出演
- ジョシー・ホー（何超儀） - チェン
- イーソン・チャン（陳奕迅） - シウトウ
- デレク・ツァン（曾國祥） - チュン
- ローレンス・チョウ（周俊偉） - オン
- ジュノ・マック（麥浚龍） - 警官ファッ
- ミシェル・イェ（葉璇） - 妊婦

## スタッフ
- 監督 - パン・ホーチョン
- 製作 - パン・ホーチョン、コンロイ・チャン、ジョシー・ホー、スービ・リャン
- 製作総指揮 - アンドリュー・オーイ
- 脚本 - パン・ホーチョン、デレク・ツァン、ジミー・ワン
- 撮影 - ユー・リクウァイ
- 編集 - ヴェンダース・リー
- 音楽 - ガブリエル・ロベルト
- アクション監督 - チン・ガーロウ
- 特殊メイク - アンドリュー・リン、ウィッタヤー・ディーラクタン
- 日本語字幕 - 吉川美奈子

## 受賞
- スペイン・シッチェス・カタロニア国際ファンタスティック映画祭2010
  - 最優秀女優賞
  - 最優秀メイクアップ/FX賞

## DVD
- 日本では2011年4月20日に、オールイン エンタテインメントより日本版DVDが発売[6]。
- ※二次市場向け作品はR15指定となります。